# Nationalstraße 4 (Ruanda)

Verkehrsschild

Die Nationalstraße 4 (englisch National Road 4, französisch Route nationale 4) ist eine vollständig asphaltierte Nationalstraße in Ruanda mit einer Gesamtlänge von 169,3 Kilometern. Sie beginnt mitten in der Hauptstadt Kigali und führt von dort gen Osten durch den Distrikt Rwamagana. In Kayonza trifft sie auf die von Norden kommende Nationalstraße 24 und verläuft von dort nach Süden weiter durch die Distrikte Kayonza und Ngoma bis zum Distrikt Kirehe, in dem die Straße nach Osten abbiegt. Schließlich verläuft sie Richtung Südosten bis zur Rusumo International Bridge an die Grenze zu Tansania.

## Verlauf
Die Nationalstraße gliedert sich in zehn Abschnitte:
1. Kigali – Remera (8,6 km)
2. Remera – Rugende (17,2 km)
3. Rugende – Byimana (31,0 km)
4. Byimana – Rwamagana (3,3 km)
5. Rwamagana – Kayonza (17,8 km)
6. Kayonza – Kabarondo (16,2 km)
7. Kabarondo – Ngoma (15,4 km)
8. Ngoma – Kibaya (11,0 km)
9. Kibaya – Rwanteru (30,0 km)
10. Rwanteru – Rusumo (18,8 km)